# Xilong (ort i Kina, Zhejiang Sheng, lat 30,76, long 119,76)
Xilong är en ort i Kina. Den ligger i provinsen Zhejiang, i den östra delen av landet, omkring 69 kilometer nordväst om provinshuvudstaden Hangzhou. Antalet invånare är 9 178. Befolkningen består av 4 497 kvinnor och 4 681 män. Barn under 15 år utgör 12,0 %, vuxna 15-64 år 77 %, och äldre över 65 år 10,0 %.
Runt Xilong är det tätbefolkat, med 849 invånare per kvadratkilometer. Närmaste större samhälle är Si'an, 18,6 km nordväst om Xilong. I omgivningarna runt Xilong växer i huvudsak blandskog.
Genomsnittlig årsnederbörd är 1 811 millimeter. Den regnigaste månaden är augusti, med i genomsnitt 274 mm nederbörd, och den torraste är november, med 70 mm nederbörd.